# Goniopsis cruentata
Goniopsis cruentata is een krabbensoort uit de familie van de Grapsidae. De wetenschappelijke naam van de soort is voor het eerst geldig gepubliceerd in 1803 door Latreille.